# 蔡阜蓉
蔡阜蓉（1997年10月11日—）出生於台灣的直播主，2025年台灣大罷免的山除薇害罷免團體成員，參與時為了避免和工作區分，因此以「阿美」的化名擔任罷免團體發言人，因為2025年3月3日遭到國民黨立法委員王鴻薇召開記者會公布個資，當中有本名、網路職業、銀行帳戶等，引發議論。事後她摘下帽子和口罩面對媒體，譴責國民黨和王鴻薇公布個資的行為，此舉並沒有打擊罷免團體的聲勢，反而因此增加社會關注，讓大罷免的議題持續發展。

## 相關連結
- threads：沐容
- linkedin：蔡阜蓉